# Deileptenia abietaria
Deileptenia abietaria là một loài bướm đêm trong họ Geometridae.